# Altdöbern
Altdöbern település Németországban, azon belül Brandenburgban. Lakosainak száma 2415 fő (2023. december 31.). Altdöbern Neu-Seeland, Großräschen, Luckaitztal, Vetschau/Spreewald és Drebkau községekkel határos.

## Népesség
A település népességének változása:
| Lakosok száma | 2443 | 2435 | 2378 | 2447 | 2415 |
|               | 2017 | 2019 | 2021 | 2022 | 2023 |